# Bella Alten

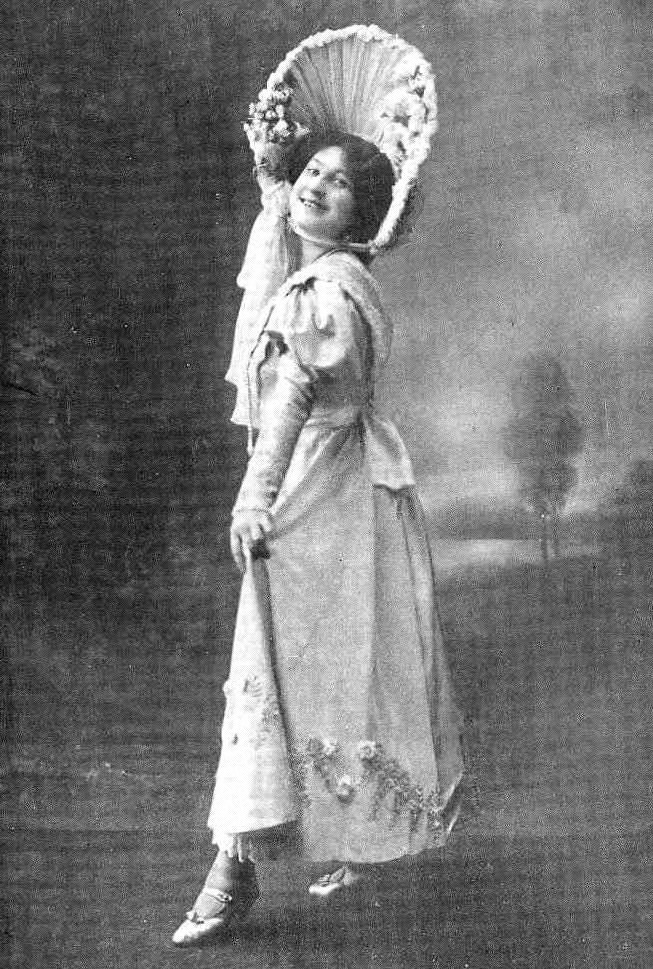
Bella Alten als Musetta in La Bohème

Bella Alten (* 30. Juni 1877 in Jaraczewo, Polen ; † 31. Dezember 1962 in London) war eine deutsch-britische Opernsängerin (Sopran/Koloratursopran).

## Leben
Bella Alten, eigentlich Bella Apfelbaum, Tochter des Kantors Hillel Apfelbaum und seiner Frau Hulda Kantor,  studierte bei Gustav Engel in Berlin und bei Aglaja Orgeni in Dresden. Sie hatte ihr Bühnendebüt 1897 am Opernhaus Leipzig als Ännchen in Der Freischütz und blieb dort engagiert bis zum Jahr 1900. In Deutschland hatte sie danach Engagements ab 1900 am Hoftheater Braunschweig, ab 1903 am Opernhaus Köln, ab 1904 am Nationaltheater Berlin, von 1908 bis 1911 war sie Mitglied des  Hamburger Stadttheaters. Zwischen 1904 und 1914 trat sie auch an der Metropolitan Opera in  New York auf und sang 1905 unter den Augen von Engelbert Humperdinck die Gretel in der Premiere von Hänsel und Gretel, was dort ihre Paraderolle wurde, ebenfalls 1905 die Adele in der Erstaufführung der Fledermaus. An der Met bestritt sie bis 1914 sechs Opernpremien und hatte über 400 Auftritte, darüber hinaus auch am Broadway. 1912 wurde sie für die  italienische Premiere von Ermanno Wolf-Ferraris Le donne curiose  unter Arturo Toscanini nach Mailand geholt. 1908 und 1909 sang sie bei den Bayreuther Festspielen den Waldvogel im Siegfried und die Wellgunde im Ring des Nibelungen. Gastspiele führten sie auch an die Hofoper nach Dresden, an die Covent Garden Oper, 1910 an die Grand Opéra Paris und an das Théâtre de la Monnaie. Dazu war sie auch eine Konzertsängerin.
Sie war seit 1912 als Bella Deri-Alten verheiratet mit dem Wiener Bankdirektor Hermann Deri (1874–1941), Bruder von Max Deri. Von 1917 bis 1923 hatte sie mehrere Engagements an der Staatsoper Wien. Sie lebte später als Gesanglehrerin in Wien. Nach der Machtergreifung der Nationalsozialisten in Deutschland emigrierten sie und ihr Mann 1936 aus Wien, und damit rechtzeitig vor dem Anschluss Österreichs, nach London, wo sie 1948 eingebürgert wurde.

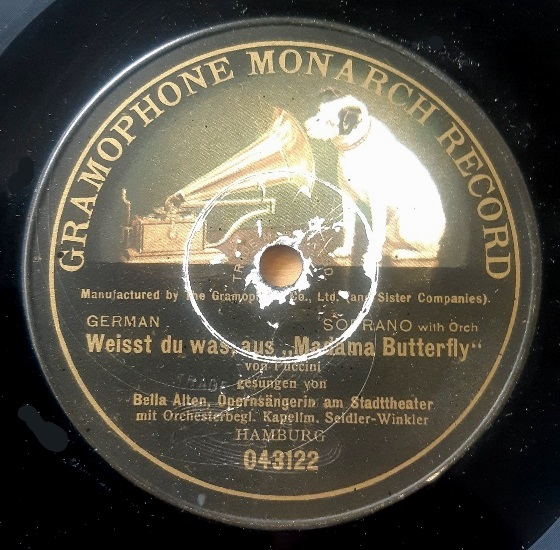
Schallplatte von Bella Alten (Hamburg 1909)

Bella Alten hinterließ nur sehr wenige Aufnahmen auf Gramophone (Hamburg 1909); mit einer Ausnahme alles Auszüge aus Puccinis „Madame Butterfly“. Darunter befindet sich ein unveröffentlichtes Duett mit Willi Birrenkoven.